# Lövsta, Stockholm

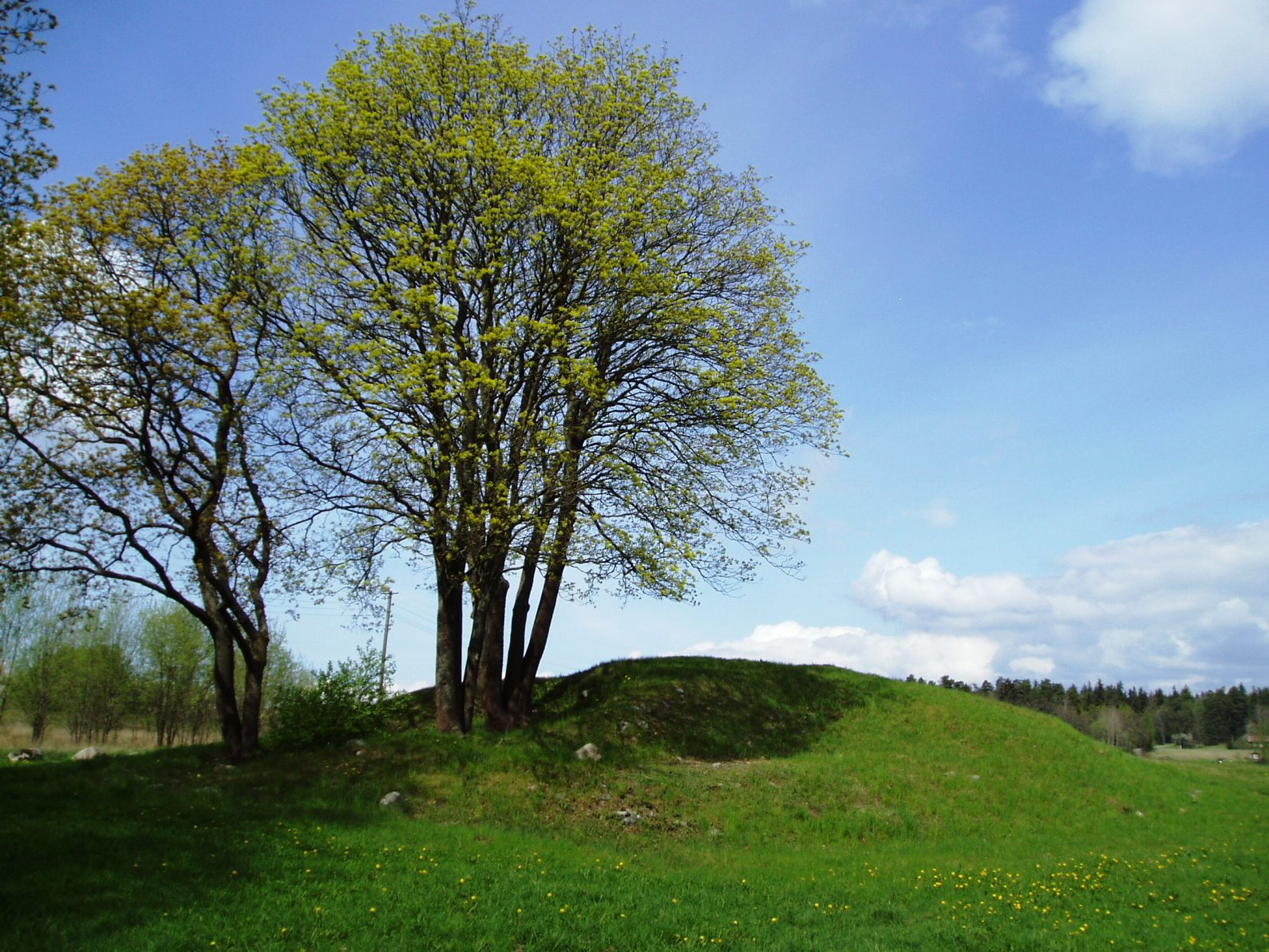
I Lövsta finns en storhög från järnåldern samt några mindre högar.

Lövsta är ett område i stadsdelen Hässelby Villastad i Västerort inom Stockholms kommun, med Mälaren i väster och Järfälla kommun i norr. Området har varit bebyggt i minst 2000 år. Bebyggelserester i form av fornlämningar finns på flera platser numera på grund av landhöjningen allt längre från stranden. Från slutet av 1800-talet har delar av området använts som soptipp och som plats för Lövsta sopstation.

## Etymologi
Namnet Lövsta har genom åren stavats på många sätt. Det anses dock klart att första ledet Löv- inte är ursprungligt. Det lär komma av ett gammalt ord "löst" som betyder "glänta, öppen plats" vilket passar bra för området som ligger i en södersluttning omgivet av skog i norr och öster. Vid mitten av 1400-talet hette byn "Løstom" och 1537 "Löstaa". Under 1500-talet vacklade språkbruket, men när ordet "löst" kom ur bruk blev det naturligt att namnet gled över till det då mer meningsfulla Löffsta och småningom Lövsta.

## Historik

### Forntid
En boplats från järnåldern ligger i skogskanten i områdets norra del. Genom kartering  har man hittat två husgrundsterrasser och tre gravplatser i form av stensättningar. Platsens ålder har bedömts till järnåldern det vill säga perioden från omkring 500 f.Kr. till omkring 500 e.Kr. Av de två husgrundsterrasserna är den ena 20 meter lång, vilket antyder ett långhus av medelstorlek från den tiden. Sedan boplatsen övergavs har marken legat orörd.
Två gravfält från järnålder finns i området ner mot stranden. Det ena omfattar ca 20 gravkullar. Den andra ligger på det som var en holme under tidig järnålder. Det har karterats  och man har där funnit 29 runda stensatta överväxta gravar.
Någon gång under sen järnålder övergavs boplatsen vid skogskanten och man flyttade närmare sjöstranden. Av den tidiga bosättningen återstår i dag tre övertorvade gravhögar. En av dem är över 20 meter i diameter och är Stockholms enda storhög. Det har enligt källorna tidigare funnits flera gravhögar i närheten, men de städades bort i början av 1800-talet.
Den nya boplatsen utvecklades till en by, omfattande fyra gårdar som fanns kvar till slutet av 1700-talet, då byn köptes upp av ägaren till Riddersvik, som i sin tur hade utvecklats från ett av Lövsta bys torp, Flottvik.

### Från medeltid
Första gången Lövsta förekommer i ett bevarat historiskt dokument är år 1370. Detta år skedde mellan kung Albrekt av Mecklenburg och Nils Kettilsson (Vasa) ett markbyte som finns dokumenterat i två skilda pergamentbrev båda dagtecknade den 2 mars. Det ena är utfärdat av kung Albrekt och försett med hans sigill samt med sigill från fem ”ärlige” män, bland dem Bo Jonsson (Grip), här betecknad som ”knapa” (väpnare). I det andra brevet tillkännager Nils Kettilsson samma jordbyte och beseglar det med sitt eget och de fem ärliga männens sigill.
Nils Kettilsson räknas som vasaättens stamfader, farfars farfar till Gustav Vasa. Han hade anslutit sig till Albrekt under dennes strid mot Folkungarna och var nära knuten till Bo Jonsson Grip. Vid den aktuella tiden var han häradshövding i Frötuna skeppslag. Genom bytet med kung Albrekt fick han ett antal gårdar i Skepptuna, Malsta, Frötuna, Estuna och Riala socknar. Genom bytet utvidgades de kungliga domänerna på Svartsjö och man fick ett brohuvud på fastlandet för färjetransporter till och från ön. Färjeförbindelsen mellan Lövsta och Svartsjölandet var därmed etablerad och kom att bestå i omkring 400 år.
Markbytet bekräftades genom att drottning Margareta år 1409 förnyade det med Nils Kettilssons son Kristiern Nilsson. Byn bestod redan då av fyra gårdar. Bönderna i Lövsta fick alltså kronan som herre och förblev kronoåbor i nära fyrahundra år. Lövstabönderna kom att åläggas skyldigheten att ro vägfarande över till Svartsjölandet. I gengäld befriades de – tidvis helt, tidvis delvis – från skyldigheten att göra dagsverken på kungsgårdarna Svartsjö och Drottningholm.
De fyra gårdarna återfinns 1537, 1543 och 1572 i Gustav Vasas jordeböcker. I en tiondelängd från 1611 anges att det på Lövsta fanns 16 personer.
År 1665 donerades Lövsta till kung Karl X Gustavs änka Hedvig Eleonora. I brevet kallas Lövsta för "Feriestaden Löffstadh". När änkedrottningen dog 1715 återgick Lövsta till kronan
Vid mitten av 1740-talet gjorde lövstabönderna en gemensam framställning om skatteköp och deponerade pengar för lösesumman hos Rikets ständers kontor. Myndigheternas prövning av ärendet drog emellertid ut på tiden. Efter många års förhandlande inklusive överklagande till Rikets ständer fick bönderna år 1766 tillstånd att friköpa byn. Köpesumman var 116 daler 10 skilling silvermynt per hemman.
Som villkor för köpen föreskrevs att bönderna ej fick sälja skog till annan än kungsgårdarna Drottningholm och Svartsjö samt att de även i fortsättningen skulle göra dagsverken på dessa kungsgårdar. Senare utfärdades kompletterande bestämmelser om böndernas tidigare ålägganden att hålla färjeförbindelse och postgång m.m., innebärande bl.a. viss lättnad i dagsverksskyldigheten. Gårdarna blev nu skattejord i stället för kronojord. Bönderna fick såsom skattebönder betala till kronan ungefär samma belopp i skatt som de tidigare som kronans åbor betalat i avrad (arrendeavgift). Förändringen bestod framförallt i, att de nu ägde sin jord och inte kunde godtyckligt avhysas, och att gårdarna kunde gå i arv. I samband med köpeärendet uppmättes och kartlades Lövsta 1751 – 1752. Byns fyra gårdar kallas Nedergården, Västergården, Mellangården och Östergården. Med 1751/52 års karta som grundval begärde bönderna storskifte, vilken verkställdes i tre etapper.
Den period, då byn ägdes av självägande bönder, blev dock relativt kortvarig. Genom hemmansklyvning i samband med arvskiften började hemmanen att splittras i mindre andelar. Ägaren till Riddersvik, von Langenberg, hade intresse att utöka sina arealer och började köpa upp andelar i byn allteftersom tillfälle erbjöds. 1780 skedde det första köpet och det gällde 2/9 av Mellangården.
Fyra år senare fick ett kammarråd, Gustaf von Stockenström, ränterätten till byn, vilket innebar att han – i utbyte mot en fordran som han hade gentemot kronan – fick rätten till den ränta eller skatt som bönderna hade att betala. (Byns kamerala jordnatur ändrades därmed till skattefrälse.) Han sålde genast denna ränterätt till von Langenberg, som därmed fick visst inflytande över byn. Sedan hemmansklyvningen fortsatt köpte ägaren av Riddersvik upp hela Lövsta by åren 1791 – 1797 genom åtta olika transaktioner.

### Från sent 1700-tal
När hela det 280 hektar stora området i slutet av 1700-talet samlades under en brukare ändrades förutsättningarna för lantbruket i väsentlig mån. Och därmed förändrades också livsvillkoren för de tidigare lövstabönderna. Lantbruket började nu drivas av statare och torpare under förvaltare, rättare, gårdsfogdar eller befallningsmän på herrgården. De tidigare lövstabönderna hade att välja mellan att stanna kvar och arbeta i en ny roll eller att söka sin utkomst på annat håll.
Under större delen av 1800-talet leddes jordbruket av rättare, som i varje fall under periodens tidigare del stannade relativt kort tid i tjänsten. Jordbruket sköttes från Lövsta med utnyttjande av de gamla ekonomibyggnaderna. På Riddersvik bodde herrskapet och där fanns bara det som behövdes för deras behov. Den ekonomiska redovisningen sköttes i regel av anställda bokhållare.
Under 1800-talet skedde en successiv förändring av jordbruket i Sverige med effektivare redskap och metoder. En beskrivning från år 1883 över Riddersviks och Lövstas inägor redovisar åtta skiften: Kolmilskiftet, Nyalandskiftet, Mellangärdet, Lövstagärdet, Sågstugegärdet, Qvarngärdet, Storängen och Riddersviksgärdet. Totalt omfattar dessa ca 100 tunnland eller 50 hektar. Sågstugegärdet var det största, 33 tunnland, därnäst Riddersviksgärdet, 29 tunnland. De övriga varierade mellan 22 och 24 tunnland vardera. Sedan skattläggningen 1751/1752 hade genom nyodling den odlade arealen ökat med ca 12 tunnland eller drygt 13 %, en ganska blygsam ökning under en period som har karakteriserats som den agrara revolutionen
Den boplats som under medeltiden etablerades vid de vikingatida storhögarna förblev bytomt under 800 – 900 år. Stadsmuseets kartering visar de synliga lämningarna av den sista bebyggelsen. Resten ligger begravd under sentida industriella lämningar med anknytning till sopstationen. Under århundradenas lopp har naturligtvis bebyggelsen rivits, nybyggts och utvidgats åtskilliga gånger. De fyra gårdarna med sina familjer har dock gett byn och dess bebyggelse en kontinuitet ända fram till dess att Riddersvik etablerades och byn köptes upp. Hur det såg ut innan dess vet vi ju inte men i jorden under tomten bör finnas lämningar i flera lager.
I och med att byns jord köptes upp av ägaren till Riddersvik kom även den gamla bytomten med anor från vikingatiden att efterhand överges. Bostadshusen användes av statare och tjänstefolk. Under 1800-talet bodde här bland andra en befallningsman, flera rättare och bokhållare samt fiskare, båtförare, gårdsskräddare, gårdsskomakare, gårdssmed, trädgårdsmästare, byggmästare och flera tegelslagare. Bostadshusen fick så småningom förfalla. Ekonomibyggnaderna verkar ha använts för Riddersviks behov under hela 1800-talet. Först under 1890-talet byggdes ekonomibyggnaderna vid Riddersviks gård. I samband därmed flyttades från Lövsta by den gamla magasinsbyggnad, som nu står vid Riddersvik.
Byn Lövsta kom att vara bebodd till slutet 1800-talet, dvs. i omkring 1000 år. Ute på fältet på den tidigare odlade marken har en miljöcertifierad golfbana etablerats, Hässelby Golf.